# The Silver Gymnasium
The Silver Gymnasium è il settimo album in studio del gruppo musicale indie rock statunitense Okkervil River, pubblicato nel 2013.

## Tracce
1. It Was My Season – 4:26
2. On a Balcony – 3:04
3. Down Down the Deep River – 6:32
4. Pink-slips – 3:39
5. Lido Pier Suicide Car – 5:31
6. Where the Spirit Left Us – 3:47
7. White – 3:06
8. Stay Young – 4:19
9. Walking Without Frankie – 5:00
10. All the Time Every Day – 4:36
11. Black Nemo – 4:58

## Formazione
- Lauren Gurgiolo - chitarra
- Patrick Pestorius - basso
- Michael St. Clair - chitarra, organo, sintetizzatore, tromba, trombone, flicorno
- Will Sheff - sintetizzatore, chitarra, armonica, voce
- Justin Sherburn - organo, chitarra, harmonium, sintetizzatore, clavicembalo